# Río Matanuska
El río Matanuska es un río de 120 km de longitud situado en el sur de Alaska, en dirección suroeste a lo largo del valle entre las montañas Talkeetna y de Chugach. 

## Descripción
Nace en la confluencia del East Fork y del South Fork al norte de las montañas de Chugach. El glaciar Matanuska es la principal fuente que alimenta al río Matanuska, a pocos kilómetros aguas abajo. El río Matanuska fluye en dirección oeste y desemboca en el Knik Arm de la ensenada de Cook. El río drena un área de aproximadamente 5400 km². El caudal medio a su altura cerca de Palmer es de 280 m³/s. El caudal más alto se produce durante el derretimiento de los glaciares en los meses de junio a agosto.
La Autopista Glenn (Ruta de Alaska 1) discurre paralela al río Matanuska. El valle del Matanuska es una de las áreas más fértiles de Alaska y es uno de los pocos territorios en Alaska donde se practica la agricultura. Junto con el río Susitna. el río Matanuska contribuye al nombre del borough de Matanuska-Susitna, así como al valle Matanuska-Susitna (en inglés Matanuska-Susitna Valley, abreviado Mat-Su) al norte de Anchorage, una de las más pobladas regiones de Alaska.

## Galería de imágenes

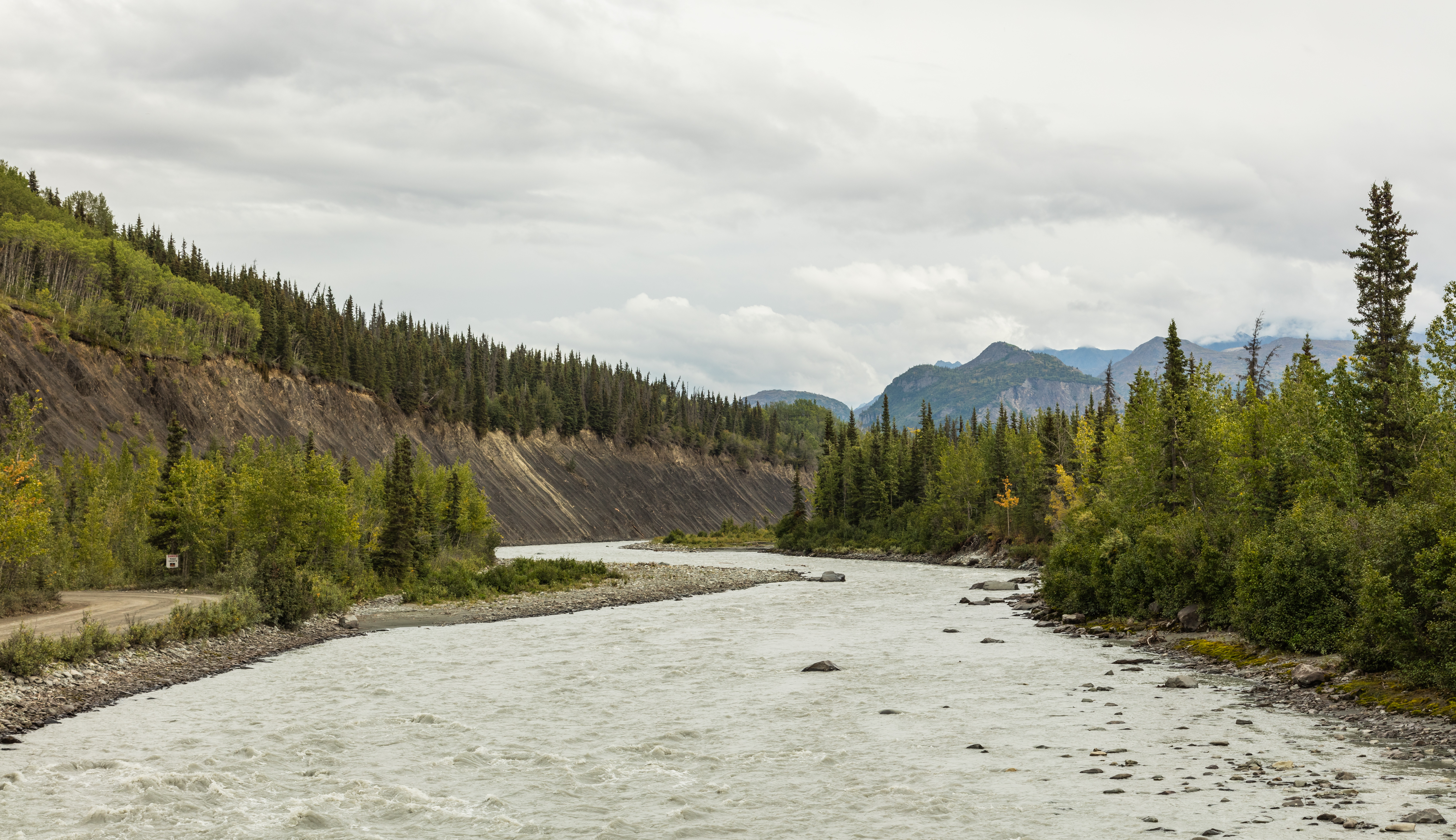
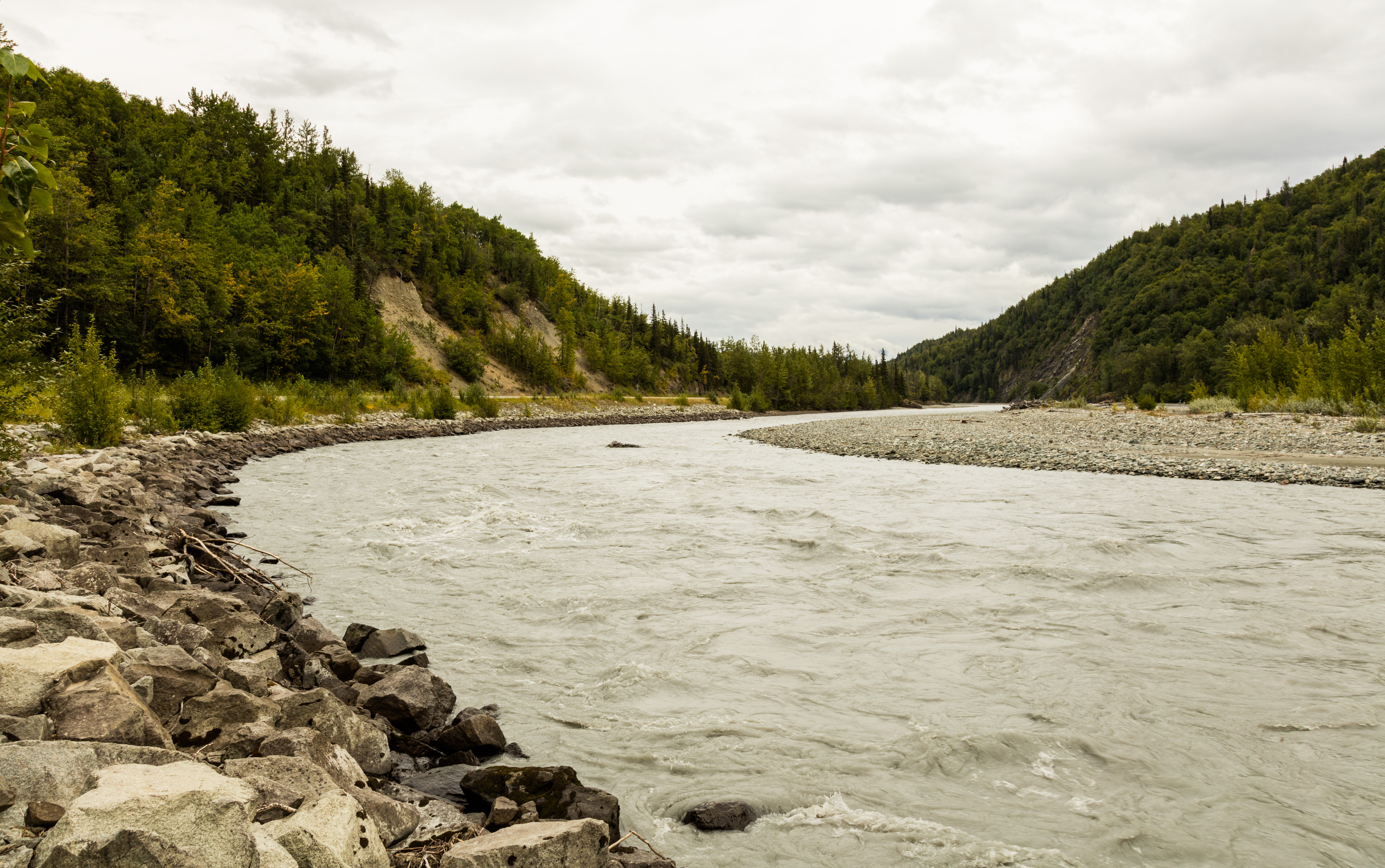
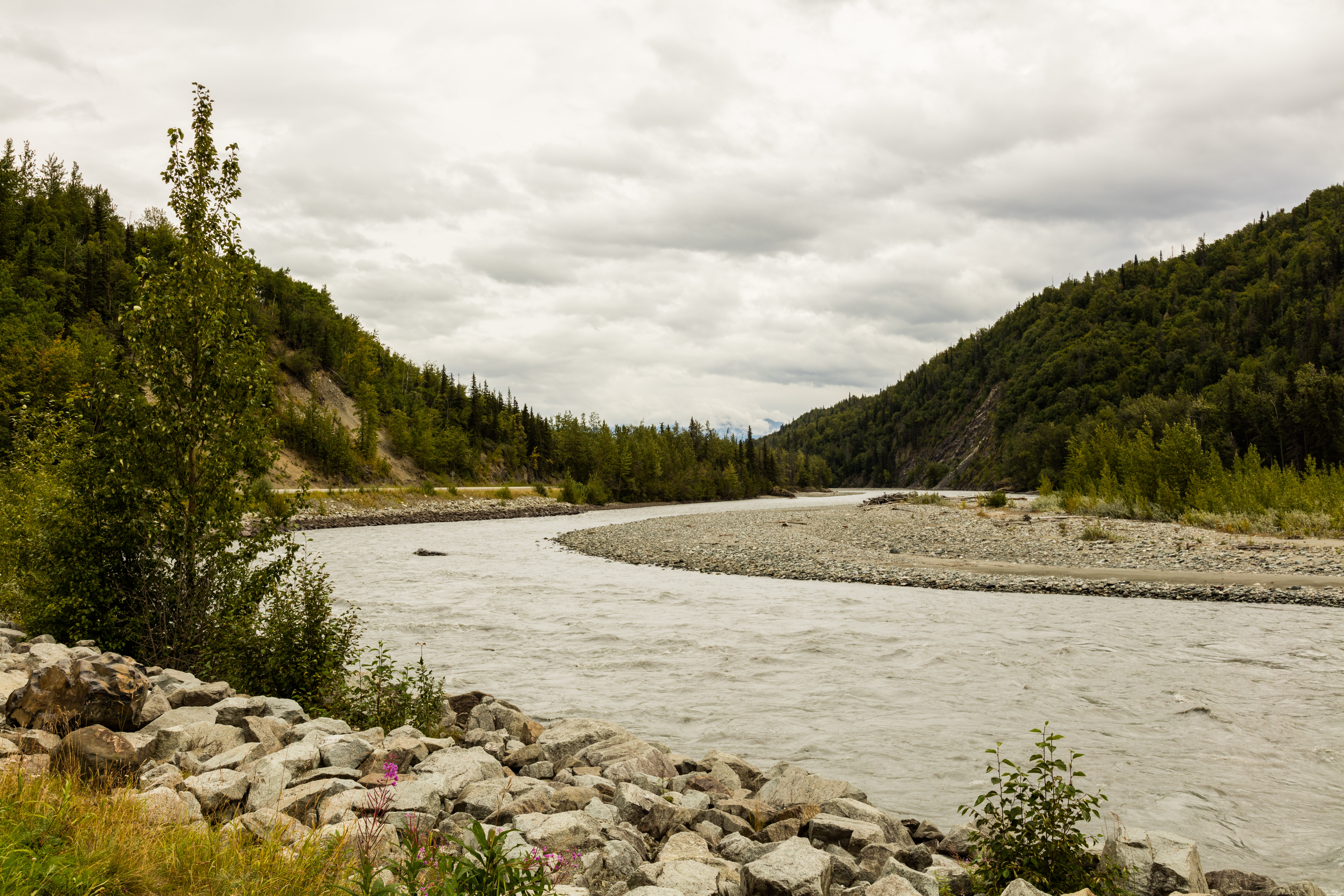
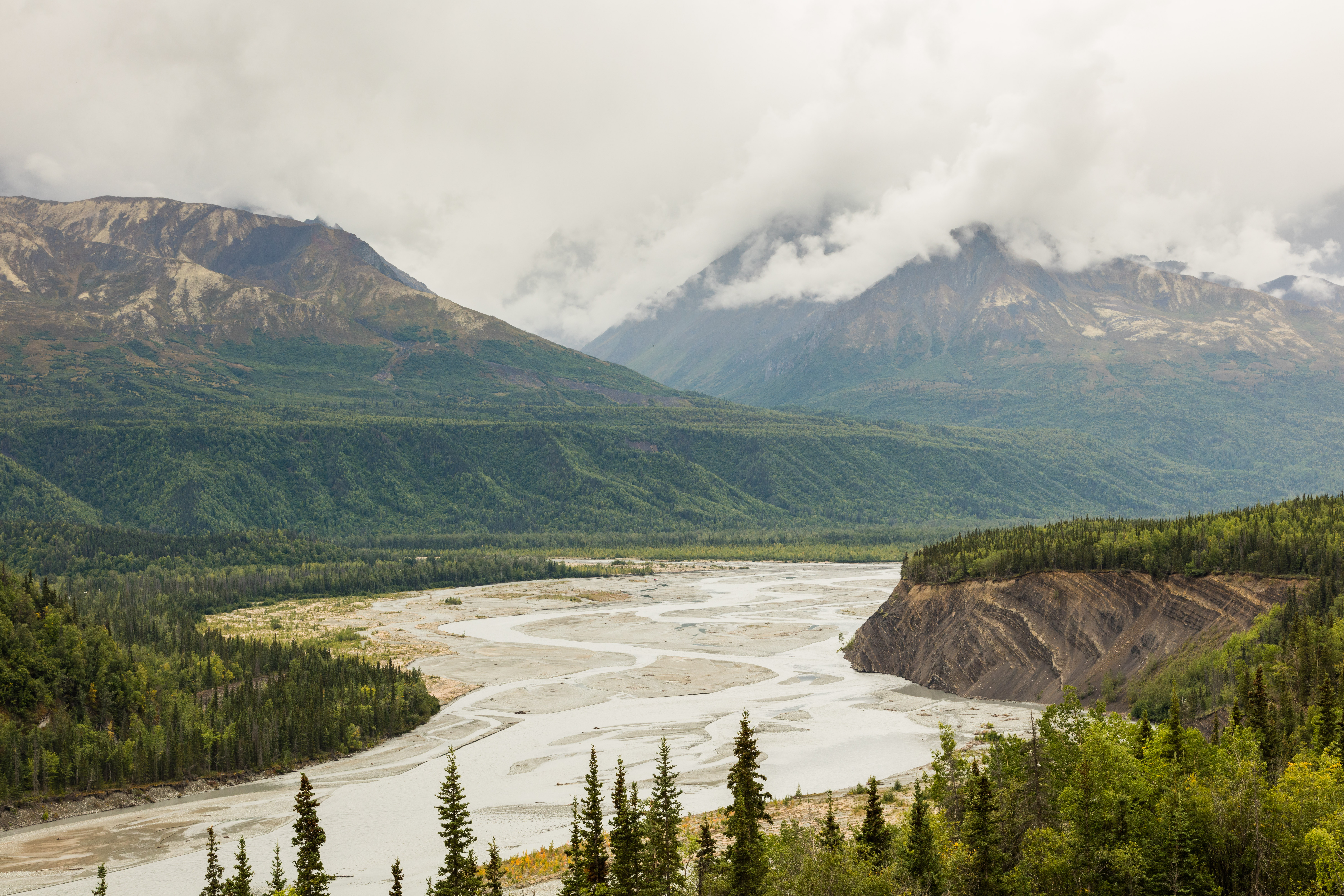